# Dreiband-Europameisterschaft 1984

Logo CEB (ausrichtender Verband)

Veranstaltungsort: Löwen

Die Dreiband-Europameisterschaft 1984 war das 42. Turnier in dieser Disziplin des Karambolagebillards und fand vom 8. bis 11. März 1984 in Löwen statt. Es war die achte Dreiband-EM in Belgien.

## Geschichte
Erstmals wurde bei der Dreiband-EM im Satzsystem gespielt. Jede Partie ging über zwei Sätze à 25 Punkte. Dadurch war ein Unentschieden möglich. Der belgische Seriensieger Raymond Ceulemans blieb bei seiner 23. Teilnahme an einer Dreiband-EM zum ersten Mal ohne Medaille. In der Gruppenphase reichte ein Unentschieden im letzten Spiel gegen den Berliner Dieter Müller nicht zum Gruppensieg, da Ceulemans völlig überraschend gegen den Italiener Francesco Monticciolo einen Satz abgab. Der zweite deutsche Teilnehmer Günter Siebert sicherte sich ebenfalls, wie auch der Niederländer Rini van Bracht und der Franzose Egidio Vierat, den Gruppensieg. Im ersten Halbfinale gewann Vierat den ersten Satz mit 25:23. Den zweiten Satz
sicherte sich Müller mit 25:13. Somit gab es eine Verlängerung. Der Franzose legte 5 Punkte vor. Müller schaffte nur zwei Punkte. Somit war Vierat im Finale. Im zweiten Halbfinale verlor Siebert mit 16:25 und 22:25. Im Spiel um Platz drei kam es damit zu einem deutschen Duell. Hier gewann der Bottroper gegen den Berliner mit 25:21 und 25:22 und holte nach 1960 wieder mal eine Dreiband Medaille nach Deutschland. Das Finale war extrem spannend. Den ersten Satz gewann van Bracht mit 25:19. Der zweite ging mit 25:19 an Vierat. In der Verlängerung schaffte van Bracht lediglich einen Punkt. Vierat schaffte auch nur einen Punkt. Eine weitere Verlängerung war nötig. Wieder nur ein Punkt für van Bracht. Vierat zeigte Nerven und ließ den Anfangsball aus. Dadurch ging zum ersten Mal nach 1950 wieder der Dreiband-Titel in die Niederlande.

## Modus
Gespielt wurde in der Vorrunde im System „Jeder gegen Jeden“ auf zwei Sätze à 25 Punkte mit Nachstoß/Aufnahmegleichheit. Die Gruppensieger qualifizierten sich für das Halbfinale.

## Gruppenphase
| MP    | Match Points (Sieger = 2; Unentschieden = 1; Verlierer = 0) |
| Pkte. | Erzielte Karambolagen                                       |
| Aufn. | Benötigte Versuche                                          |
| GD    | Generaldurchschnitt                                         |
| BED   | Bester Einzeldurchschnitt eines Spielers                    |
| HS    | Höchstserie                                                 |
|       | Bester GD des Turniers                                      |
|       | Bester ED des Turniers                                      |
|       | Beste HS des Turniers                                       |
|       | 1. Platz (Gold)                                             |
|       | 2. Platz (Silber)                                           |
|       | 3. Platz (Bronze)                                           |

| Abschlusstabelle Gruppe A  | Abschlusstabelle Gruppe A | Abschlusstabelle Gruppe A | Abschlusstabelle Gruppe A | Abschlusstabelle Gruppe A | Abschlusstabelle Gruppe A | Abschlusstabelle Gruppe A | Abschlusstabelle Gruppe A | Abschlusstabelle Gruppe A |
| Platz                      | Name                      | MP                        | SV                        | Pkte                      | Aufn.                     | GD                        | BED                       | HS                        |
| -------------------------- | ------------------------- | ------------------------- | ------------------------- | ------------------------- | ------------------------- | ------------------------- | ------------------------- | ------------------------- |
| 1                          | Dieter Müller             | 5:1                       | 10:2                      | 133                       | 120                       | 1,108                     | 1,222                     | 9                         |
| 2                          | Raymond Ceulemans         | 4:2                       | 8:4                       | 145                       | 107                       | 1,355                     | 1,814                     | 7                         |
| 3                          | José Carrillo             | 2:4                       | 4:8                       | 108                       | 119                       | 0,907                     | 1,086                     | 6                         |
| 4                          | Francesco Monticciolo     | 1:5                       | 2:10                      | 97                        | 146                       | 0,664                     | 0,836                     | 5                         |
| Gruppendurchschnitt: 0,981 |                           |                           |                           |                           |                           |                           |                           |                           |

| Abschlusstabelle Gruppe B  | Abschlusstabelle Gruppe B | Abschlusstabelle Gruppe B | Abschlusstabelle Gruppe B | Abschlusstabelle Gruppe B | Abschlusstabelle Gruppe B | Abschlusstabelle Gruppe B | Abschlusstabelle Gruppe B | Abschlusstabelle Gruppe B |
| Platz                      | Name                      | MP                        | SV                        | Pkte                      | Aufn.                     | GD                        | BED                       | HS                        |
| -------------------------- | ------------------------- | ------------------------- | ------------------------- | ------------------------- | ------------------------- | ------------------------- | ------------------------- | ------------------------- |
| 1                          | Egidio Vierat             | 6:0                       | 11:1                      | 150                       | 159                       | 0,943                     | 1,162                     | 7                         |
| 2                          | Richard Bitalis           | 4:2                       | 9:3                       | 147                       | 151                       | 0,973                     | 1,020                     | 9                         |
| 3                          | Mario Ribeiro             | 2:4                       | 4:8                       | 110                       | 163                       | 0,674                     | 0,980                     | 7                         |
| 4                          | Jyri Virtanen             | 0:6                       | 0:12                      | 70                        | 143                       | 0,489                     | –                         | 4                         |
| Gruppendurchschnitt: 0,774 |                           |                           |                           |                           |                           |                           |                           |                           |

| Abschlusstabelle Gruppe C  | Abschlusstabelle Gruppe C | Abschlusstabelle Gruppe C | Abschlusstabelle Gruppe C | Abschlusstabelle Gruppe C | Abschlusstabelle Gruppe C | Abschlusstabelle Gruppe C | Abschlusstabelle Gruppe C | Abschlusstabelle Gruppe C |
| Platz                      | Name                      | MP                        | SV                        | Pkte                      | Aufn.                     | GD                        | BED                       | HS                        |
| -------------------------- | ------------------------- | ------------------------- | ------------------------- | ------------------------- | ------------------------- | ------------------------- | ------------------------- | ------------------------- |
| 1                          | Rini van Bracht           | 5:1                       | 10:2                      | 134                       | 113                       | 1,185                     | 1,428                     | 8                         |
| 2                          | Ludo Dielis               | 5:1                       | 10:2                      | 140                       | 126                       | 1,111                     | 1,315                     | 7                         |
| 3                          | Mats Noren                | 2:4                       | 4:8                       | 122                       | 120                       | 1,016                     | 1,063                     | 8                         |
| 4                          | André Burgener            | 0:6                       | 0:12                      | 60                        | 135                       | 0,444                     | –                         | 3                         |
| Gruppendurchschnitt: 0,923 |                           |                           |                           |                           |                           |                           |                           |                           |

| Abschlusstabelle Gruppe D  | Abschlusstabelle Gruppe D | Abschlusstabelle Gruppe D | Abschlusstabelle Gruppe D | Abschlusstabelle Gruppe D | Abschlusstabelle Gruppe D | Abschlusstabelle Gruppe D | Abschlusstabelle Gruppe D | Abschlusstabelle Gruppe D |
| Platz                      | Name                      | MP                        | SV                        | Pkte                      | Aufn.                     | GD                        | BED                       | HS                        |
| -------------------------- | ------------------------- | ------------------------- | ------------------------- | ------------------------- | ------------------------- | ------------------------- | ------------------------- | ------------------------- |
| 1                          | Günter Siebert            | 5:1                       | 8:4                       | 144                       | 129                       | 1,116                     | 1,515                     | 8                         |
| 2                          | Franz Stenzel             | 4:2                       | 8:4                       | 137                       | 130                       | 1,053                     | 1,282                     | 8                         |
| 3                          | Torbjörn Blomdahl         | 2:4                       | 5:7                       | 131                       | 139                       | 0,942                     | 1,078                     | 8                         |
| 4                          | John Korte                | 1:5                       | 3:9                       | 108                       | 150                       | 0,720                     | 0,647                     | 8                         |
| Gruppendurchschnitt: 0,948 |                           |                           |                           |                           |                           |                           |                           |                           |

## Finalrunde

### Platz 1–3
Ergebnisdetails: MP/SP/Pkte/Aufn./Verlängerung

|  | Halbfinale 2 Sätze à 25 Punkte       | Halbfinale 2 Sätze à 25 Punkte |                |           | Finale 2 Sätze à 25 Punkte | Finale 2 Sätze à 25 Punkte |
|  |                                      |                                |                |           |                            |                            |
|  | Dieter Müller                        | 1/2/48/39/2                    |                |           |                            |                            |
|  | Egidio Vierat                        | 1/2/38/39/5                    |                |           |                            |                            |
|  |                                      |                                |                |           |                            |                            |
|  |                                      |                                |                |           |                            |                            |
|  | Egidio Vierat                        | 1/2/44/39/1/0                  |                |           |                            |                            |
|  |                                      | Rini van Bracht                | 1/2/44/39/1/1  |           |                            |                            |
|  |                                      |                                |                |           |                            |                            |
|  | Spiel um Platz 3 2 Sätze à 25 Punkte |                                |                |           |                            |                            |
|  |                                      |                                | Dieter Müller  | 0/0/44/52 |                            |                            |
|  | Rini van Bracht                      | 2/4/50/39                      | Günter Siebert | 2/4/50/52 |                            |                            |
|  | Günter Siebert                       | 0/0/38/39                      |                |           |                            |                            |

## Abschlusstabelle
| Abschlusstabelle           | Abschlusstabelle      | Abschlusstabelle | Abschlusstabelle | Abschlusstabelle | Abschlusstabelle | Abschlusstabelle | Abschlusstabelle | Abschlusstabelle |
| Platz                      | Name                  | MP               | SV               | Pkte             | Aufn.            | GD               | BED              | HS               |
| -------------------------- | --------------------- | ---------------- | ---------------- | ---------------- | ---------------- | ---------------- | ---------------- | ---------------- |
| 1                          | Rini van Bracht       | 9:1              | 16:4             | 228              | 191              | 1,193            | 1,428            | 8                |
| 2                          | Egidio Vierat         | 8:2              | 15:5             | 232              | 237              | 0,978            | 1,162            | 7                |
| 3                          | Günter Siebert        | 7:3              | 12:8             | 232              | 220              | 1,054            | 1,515            | 9                |
| 4                          | Dieter Müller         | 5:5              | 12:8             | 225              | 211              | 1,066            | 1,230            | 9                |
| 5                          | Ludo Dielis           | 5:1              | 10:2             | 140              | 126              | 1,111            | 1,315            | 7                |
| 6                          | Richard Bitalis       | 4:2              | 9:3              | 147              | 151              | 0,973            | 1,020            | 9                |
| 7                          | Raymond Ceulemans     | 4:2              | 8:4              | 145              | 107              | 1,355            | 1,814            | 7                |
| 8                          | Franz Stenzel         | 4:2              | 8:4              | 137              | 130              | 1,053            | 1,282            | 8                |
| 9                          | Torbjörn Blomdahl     | 2:4              | 5:7              | 131              | 139              | 0,942            | 1,078            | 8                |
| 10                         | Mats Noren            | 2:4              | 4:8              | 122              | 120              | 1,016            | 1,063            | 8                |
| 11                         | José Carrillo         | 2:4              | 4:8              | 108              | 119              | 0,907            | 1,086            | 6                |
| 12                         | Mario Ribeiro         | 2:4              | 4:8              | 110              | 163              | 0,674            | 0,980            | 7                |
| 13                         | John Korte            | 1:5              | 3:9              | 108              | 150              | 0,720            | 0,647            | 8                |
| 14                         | Francesco Monticciolo | 1:5              | 2:10             | 97               | 146              | 0,664            | 0,836            | 5                |
| 15                         | Jyri Virtanen         | 0:6              | 0:12             | 70               | 143              | 0,489            | –                | 4                |
| 16                         | André Burgener        | 0:6              | 0:12             | 60               | 135              | 0,444            | –                | 3                |
| Turnierdurchschnitt: 0,921 |                       |                  |                  |                  |                  |                  |                  |                  |